# Salmo 149

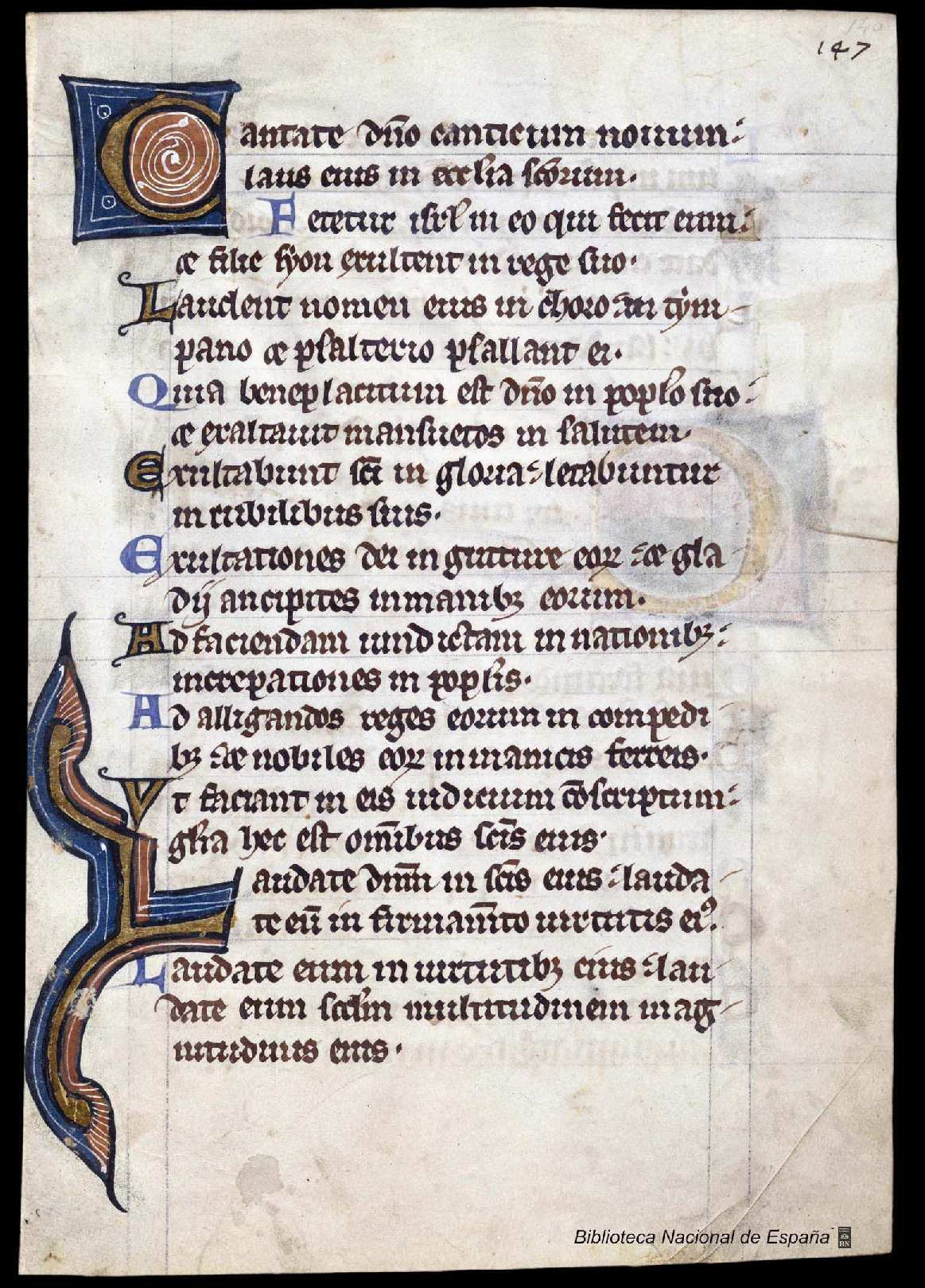
Salmo 149 en un libro de horas medieval

El salmo 149  es el centésimo cuadragésimo noveno salmo del Libro de los salmos de la Biblia. Se trata de un salmo aleluyático  que hace parte del Hallel final. Es también conocido por su íncipit según la versión latina: «Cantate Domino canticum novum».
El salmo forma parte habitual de las liturgias judía, católica, luterana, anglicana y otras liturgias protestantes. A menudo se ha puesto música, incluyendo una composición de cuatro partes en alemán por Heinrich Schütz como parte del Salterio de Bach, y Salmo 148, una composición para voz y piano de una adaptación inglesa escrita y compuesta por Leonard Bernstein en 1935, su primera obra conservada.

## Antecedentes y temas
El Salmo 149 comparte su primera línea con el Salmo 98, conocido como Cantate Domino. Ambos salmos piden alabanza a Dios en la música y la danza, porque Dios ha elegido a su pueblo y le ha ayudado a la victoria. El Salmo 149 también llama a estar preparados para luchar, con «espadas afiladas en ambos lados en sus manos». El final del salmo ha sido interpretado de manera diferente por los comentaristas. Agustín de Hipona escribió que la frase de la espada tiene un «significado místico», que divide las cosas temporales de las eternas. James L. Mays comenta: «Hay una dimensión escatológica, casi apocalíptica, en la anticipación del salmo de una guerra de los fieles que resolverá el conflicto de los reinos de este mundo y el reino de Dios».
Citando los versículos 5 y 6, el Talmud (Berakhot 5) dice que las alabanzas pronunciadas por los piadosos en sus camas se refieren a la recitación del Shema de la hora de acostarse. El Shemá es como una «espada de doble filo» que puede destruir tanto a los demonios internos como a los externos y a los espíritus malignos. Esta imagen de una espada de doble filo también se refiere al poder de alabanza de Dios de Israel, que les permite vengarse de las naciones que los persiguieron cuando las naciones reciban su castigo al final de los días.
C. S. Rodd señala que algunos escritores dividen el salmo en dos secciones, versículos 1-4 y 5-9 (como el diseño en la Nueva Versión King James), pero otros crean tres secciones, versículos 1-3, 4-6 y 7-9. El apoyo a una estructura de tres secciones «se ve principalmente en la tríada de infinitivos en los versículos 7-9», a saber, «para ejecutar venganza..., para atar a sus reyes..., para ejecutar juicio...» en la Versión Reina-Valera.

## Texto
La siguiente tabla muestra el texto en hebreo del Salmo con vocales, junto con el texto en griego koiné de la Septuaginta y la traducción al español de la Biblia del Rey Jacobo. Tenga en cuenta que el significado puede variar ligeramente entre estas versiones, ya que la Septuaginta y el texto masorético provienen de tradiciones textuales diferentes. En la Septuaginta, este salmo está numerado como Salmo 148.
| # | Hebreo                                            | Español                                                                                            | Griego                                                                                          |
| - | ------------------------------------------------- | -------------------------------------------------------------------------------------------------- | ----------------------------------------------------------------------------------------------- |
| 1 | הַ֥לְלוּ־יָ֨הּ ׀ שִׁ֣ירוּ לַֽ֭יהֹוָה שִׁ֣יר חָדָ֑שׁ תְּ֝הִלָּת֗וֹ בִּקְהַ֥ל חֲסִידִֽים׃   | Alabad al Señor. Cantad al Señor un cántico nuevo, y su alabanza en la congregación de los santos. | ᾿Αλληλούϊα. - ΑΣΑΤΕ τῷ Κυρίῳ ᾆσμα καινόν, ἡ αἴνεσις αὐτοῦ ἐν ἐκκλησίᾳ ὁσίων.                    |
| 2 | יִשְׂמַ֣ח יִשְׂרָאֵ֣ל בְּעֹשָׂ֑יו בְּנֵֽי־צִ֝יּ֗וֹן יָגִ֥ילוּ בְמַלְכָּֽם׃            | Que Israel se regocije en aquel que lo creó; que los hijos de Sion se alegren en su Rey.           | εὐφρανθήτω ᾿Ισραὴλ ἐπὶ τῷ ποιήσαντι αὐτόν, καὶ οἱ υἱοὶ Σιὼν ἀγαλλιάσθωσαν ἐπὶ τῷ βασιλεῖ αὐτῶν. |
| 3 | יְהַלְל֣וּ שְׁמ֣וֹ בְמָח֑וֹל בְּתֹ֥ף וְ֝כִנּ֗וֹר יְזַמְּרוּ־לֽוֹ׃               | Alaben su nombre con danzas; canten alabanzas a él con panderetas y harpas.                        | αἰνεσάτωσαν τὸ ὄνομα αὐτοῦ ἐν χορῷ, ἐν τυμπάνῳ καὶ ψαλτηρίῳ ψαλάτωσαν αὐτῷ,                     |
| 4 | כִּֽי־רוֹצֶ֣ה יְהֹוָ֣ה בְּעַמּ֑וֹ יְפָאֵ֥ר עֲ֝נָוִ֗ים בִּישׁוּעָֽה׃              | Porque el Señor se complace en su pueblo; adornará a los humildes con la salvación.                | ὅτι εὐδοκεῖ Κύριος ἐν τῷ λαῷ αὐτοῦ καὶ ὑψώσει πραεῖς ἐν σωτηρίᾳ.                                |
| 5 | יַעְלְז֣וּ חֲסִידִ֣ים בְּכָב֑וֹד יְ֝רַנְּנ֗וּ עַל־מִשְׁכְּבוֹתָֽם׃              | Que se alegren los santos en la gloria; que canten con voz fuerte en sus lechos.                   | καυχήσονται ὅσιοι ἐν δόξῃ καὶ ἀγαλλιάσονται ἐπὶ τῶν κοιτῶν αὐτῶν.                               |
| 6 | רוֹמְמ֣וֹת אֵ֭ל בִּגְרוֹנָ֑ם וְחֶ֖רֶב פִּיפִיּ֣וֹת בְּיָדָֽם׃                | Que las alabanzas de Dios estén en su boca, y una espada de doble filo en su mano;                 | αἱ ὑψώσεις τοῦ Θεοῦ ἐν τῷ λάρυγγι αὐτῶν, καὶ ῥομφαῖαι δίστομοι ἐν ταῖς χερσὶν αὐτῶν             |
| 7 | לַעֲשׂ֣וֹת נְ֭קָמָה בַּגּוֹיִ֑ם תּ֝וֹכֵח֗וֹת בַּלְאֻמִּֽים׃                   | Para ejecutar venganza sobre los paganos y castigos sobre los pueblos;                             | τοῦ ποιῆσαι ἐκδίκησιν ἐν τοῖς ἔθνεσιν, ἐλεγμοὺς ἐν τοῖς λαοῖς,                                  |
| 8 | לֶאְסֹ֣ר מַלְכֵיהֶ֣ם בְּזִקִּ֑ים וְ֝נִכְבְּדֵיהֶ֗ם בְּכַבְלֵ֥י בַרְזֶֽל׃            | Para atar a sus reyes con cadenas, y a sus nobles con grilletes de hierro;                         | τοῦ δῆσαι τοὺς βασιλεῖς αὐτῶν ἐν πέδαις καὶ τοὺς ἐνδόξους αὐτῶν ἐν χειροπέδαις σιδηραῖς,        |
| 9 | לַעֲשׂ֤וֹת בָּהֶ֨ם ׀ מִשְׁפָּ֬ט כָּת֗וּב הָדָ֣ר ה֭וּא לְכׇל־חֲסִידָ֗יו הַֽלְלוּ־יָֽהּ׃ | Para ejecutar sobre ellos el juicio escrito: este honor es de todos sus santos. Alabad al Señor.   | τοῦ ποιῆσαι ἐν αὐτοῖς κρῖμα ἔγγραπτον· δόξα αὕτη ἔσται πᾶσι τοῖς ὁσίοις αὐτοῦ.                  |

## Comentarios

### De laa Iglesia católica

#### A todo el salmo
El Salmo 149 retoma y desarrolla el llamado a la alabanza que concluye el Salmo 148, centrándose ahora en el pueblo de Israel como sujeto privilegiado de esa alabanza. Mientras que en el salmo anterior se expresaba el deseo de que todos los fieles glorificaran al Señor (cf. Sal 148,14b), aquí se explicita cómo debe hacerlo Israel y por qué motivos. El salmo inicia con una invitación general a la alabanza litúrgica (v. 1), que luego se concreta en la comunidad de los fieles, quienes deben alegrarse por haber sido creados y elegidos por Dios (vv. 2-4). Esta alegría se expresa con danzas y cantos, porque el Señor se complace en su pueblo (cf. Sal 149,4), la asamblea de los fieles que Él mismo ha formado (cf. Sal 149,1-2).
La segunda parte del salmo (vv. 5-9) introduce una dimensión más combativa: los fieles, además de alabar, son presentados como instrumentos del juicio divino sobre las naciones. La “gloria” del pueblo, mencionada ya en Sal 148,14, se manifiesta aquí como victoria y dominio, expresado en imágenes militares que, en su contexto bíblico, simbolizan el triunfo del plan de Dios sobre las fuerzas del mal. Este lenguaje encuentra un eco en el Apocalipsis, donde se describe la victoria final de Cristo y de su Iglesia sobre los enemigos (cf. Ap 19,19-21). Sin embargo, en el Nuevo Testamento esta lucha se interpreta en clave espiritual: las armas del cristiano no son de violencia, sino las del Espíritu, como la fe, la palabra de Dios y la justicia (cf. Ef 6,10-17). Así, el Salmo 149, aunque nacido en un contexto de esperanza nacional y litúrgica, anticipa de forma simbólica la victoria escatológica de Cristo, celebrada también por la Iglesia en su liturgia como una alabanza triunfante y universal.

#### A los versículos 1-4
La expresión «un cántico nuevo» en el Salmo 149 refleja una renovación en la experiencia del pueblo con Dios. No se trata solo de una nueva composición musical, sino de una respuesta renovada a una situación también nueva: la victoria, la salvación y la restauración que el Señor ha concedido. Es una alabanza que nace de un corazón agradecido y transformado. El amor de Dios, siempre vivo y renovador, inspira esta novedad. San Agustín lo expresa bellamente al decir que «cantar suele ser tarea de enamorados» (Serm. 33,1), subrayando que la alabanza verdadera brota del amor y la alegría que éste produce. En este contexto, Dios es reconocido como el creador y rey auténtico del pueblo (v. 2), digno de una alabanza litúrgica y solemne (v. 3), no solo por su poder, sino porque ha obrado la salvación. Así, el canto nuevo es también una proclamación del amor fiel de Dios y del gozo de su pueblo al saberse elegido y redimido.

#### A los versículos 5-9
El Salmo 149 muestra cómo Dios ha dado a su pueblo honor y seguridad, expresadas en la frase «alegría desde sus lechos» (v. 5), que sugiere paz incluso en el descanso. Esto podría referirse al tiempo de Nehemías, cuando el pueblo reconstruía Jerusalén en medio de amenazas (cf. Ne 3–4), o con más probabilidad, a la época de los Macabeos, donde los «fieles» (hasidim) eran protagonistas en la defensa de la fe.
En este salmo, la alabanza va unida a la lucha. El pueblo canta a Dios con alabanzas, pero también lleva la espada (v. 6), señal de que está listo para defender su fe y cumplir con la justicia divina. La victoria sobre los enemigos no es por venganza personal, sino para ejecutar la sentencia de Dios. La “sentencia dictada” (v. 9) puede referirse a los anuncios de los profetas o a un decreto escrito por Dios. Así, el salmo presenta a un pueblo fiel que alaba a Dios y cumple su voluntad, tanto en el culto como en la acción.

## Comentario exegético
La composición adopta la forma de un himno de alabanza. Consta de nueve versículos en los que predomina el metro 3 + 3. Puede dividirse en dos secciones. La primera de ellas (vv.1-4) constituye la invitación a la alabanza de Yahweh por su amor hacia Israel. La segunda sección (vv.5-9), por su parte, describe los participantes de la misma en un tono marcial.
Generalmente se acepta una interpretación litúrgica del salmo, según la cual este describe una danza cultual en honor de Yahweh e, incluso, la representación escénica de la victoria militar sobre los enemigos.
No obstante, la datación de este salmo y su marco contextual no han logrado un consenso entre los académicos. Las opiniones al respecto se pueden dividir en dos grupos:
- Algunos autores sitúan la composición del salmo en una fecha imprecisa,[1][21][22] usualmente antes del exilio.[25][26]
- Un segundo grupo se inclina por situar el origen del himno en el periodo helenístico, más concretamente en la época de los Macabeos.[27][28] Los autores que defienden esta interpretación suelen identificar los hasidim o piadosos mencionados en el salmo con el movimiento histórico homónimo de los asideos.[29][30]

Los temas principales de la composición son el cántico nuevo, la presencia de los hasidim o piadosos y su papel como ejecutores de la sentencia divina. En torno a estos tres conceptos se articula todo el salmo, desde su comienzo festivo, hasta su conclusión bélica. Pero, entre los tres, la alabanza divina —significada en el cántico nuevo— sin duda constituye el motivo fundamental de todo el himno.

## Interpretación del salmo 149 en la tradición cristiana
Como ya se ha dicho, el salmo 149 muestra en su parte final un tono bélico que puede resultar difícil de compatibilizar con el cristianismo. No obstante, esto no ha impedido que desde la época patrística se haya desarrollado una lectura compatible con el cristianismo. El paradigma de este tipo de interpretaciones alegóricas lo encontramos en Agustín de Hipona, especialmente en sus Enarrationes in psalmos.
En el caso concreto del salmo 149, la mayor dificultad se presenta en los versículos finales: 

6Con elogios a Dios en su garganta,
y en su mano espada de dos filos;
7para tomar venganza de las naciones
e infligir el castigo a los pueblos,
8para atar con cadenas a los reyes,
con grillos de hierro a sus magnates
9para aplicarles la sentencia escrita:
¡será un honor para todos sus fieles!
Salmo 149,6-9

La intepretación agustiniana se esfuerza por encontrar un sentido cristiano a este tipo de expresiones belicosas. Aquí superará las dificultades mediante una lectura alegórica de los distintos elementos presentes en el salmo. En primer lugar, considera que las espadas de dos filos simbolizan la Palabra de Dios, basándose para ello en la Epístola a los hebreos. Después afirma que tomar venganza de las naciones significa hacerlas cristianas mediante la predicación. Continúa exponiendo como los reyes y magnates apresados son aquellos que se han convertido al cristianismo. Por último, asegura que la aplicación de la sentencia escrita significa que ahora se cumple lo que antes fue profecía.
Este salmo forma parte de las Laudes de algunos domingos y solemnidades. Para facilitar la comprensión en la Liturgia de las horas cada salmo tiene un título en rojo (rúbrica) que no forma parte del salmo. El título del Salmo 149 es Alegría de los santos.